# Pays-Bas au Concours Eurovision de la chanson 2016
Les Pays-Bas sont l'un des quarante-deux pays participants du Concours Eurovision de la chanson 2016, qui se déroule à Stockholm en Suède. Le pays est représenté par le chanteur Douwe Bob et sa chanson Slow Down, sélectionnés en interne par le diffuseur néerlandais AVROTROS. Lors de la finale, le pays termine 11e, recevant 153 points.

## Sélection
Le diffuseur néerlandais AVROTROS confirme sa participation à l'Eurovision 2016 le 28 mai 2015. Le 22 septembre 2015, il annonce que le pays sera représenté par le chanteur Douwe Bob. Sa chanson Slow Down est publiée le 4 mars 2016.

## À l'Eurovision
Les Pays-Bas participent à la première demi-finale. Arrivés 5e avec 197 points, ils se qualifient pour la finale où ils terminent en 11e position avec 153 points.